# Les Aventures de Paddington
Les Aventures de Paddington (The Adventures of Paddington) est une série télévisée d'animation franco-britannique développée pour la télévision par Jon Foster et James Lamont. La série est coproduite par Heyday Films et StudioCanal, avec la participation de Nickelodeon, M6 et Piwi+. L'animation de la série est produite par Blue-Zoo Animation Studio et Superprod Studio. La série est basée sur la franchise Ours Paddington. La série est diffusée sur Nickelodeon à l'international, sauf en France où la série est diffusée sur Gulli puis sur M6 et Piwi+.

## Synopsis
La série se concentre sur un jeune Paddington qui écrit des lettres à sa tante Lucy pour célébrer les nouvelles choses qu'il a découvertes tout au long de la journée.

## Personnages
- Paddington est un jeune ours péruvien, gentil et poli, qui a déménagé à Londres après qu'un tremblement de terre a détruit sa maison. Il vit avec la famille Brown – Henry, Mary, Judy et Jonathan – et à côté de M. Curry. Il est apprécié de tous, sauf de M. Curry.
- Henry Brown est le mari de Mary et le père de Judy et Jonathan.
- Mary Brown est l'épouse d'Henry et la mère de Judy et Jonathan.
- Mme Bird est une parente éloignée des Brown qui vit avec la famille. Elle est très sage et s'occupe de la maison, fait toute la cuisine et le ménage. Elle parle également avec un accent écossais.
- Jonathan Brown est le fils d'Henry et Mary et le frère cadet de Judy.
- Judy Brown est la fille d'Henry et Mary et la sœur aînée de Jonathan.
- M. Curry est le méchant voisin des Brown. M. Curry cherche souvent à obtenir quelque chose gratuitement. Il s'adresse fréquemment à Paddington en l'appelant « Ours ! ».
- M. Gruber est un commerçant bienveillant et l'un des meilleurs amis de Paddington. Dans l'épisode « Paddington célèbre Hanoukka », il est révélé que M. Gruber est juif.
- Tante Lucy est une ourse qui vit dans le Pérou le plus sombre, elle est la tante de Paddington et la série se concentre sur ses lettres lui expliquant ses aventures à Londres. Elle apparaît dans la série pendant quelques épisodes, dans la saison 3.
- Mme Pots est une résidente locale de Windsor Gardens qui dirige les groupes locaux de la ville, donne des cours de musique et est amie avec la famille Brown.
- Sofia dirige le café local et est la mère de Mateo.
- Mateo est le fils de Sofia et ami des enfants Brown.
- Toq Kamali est le voisin des Brown qui arrive dans la saison 2 et est ami avec les enfants Brown.
- Baz est propriétaire de la ferme locale et l'un des amis de Paddington.
- Simi est la nièce de Baz, l'une des amies de Paddington et est introduite dans la saison 2.
- Le docteur Yasmine Kamali est la voisine de Paddington qui arrive dans la saison 2 et est la mère de Toq.

## Distribution

### Voix originales
- Ben Whishaw : Paddington
- Darren Boyd : Henry Brown
- Morwenna Banks (saisons 1 et 2) puis Teresa Gallagher (saison 3) : Mary Brown
- Phyllis Logan : Mme Bird
- Bobby Beynon : Jonathan Brown
- Sabrina Newton-Fisher (saison 1) puis Angeli Wall (depuis la saison 2) : Judy Brown
- Reece Shearsmith  : M. Curry
- David Schofield : M. Gruber
- Liz Sutherland : Mme Pots
- Monica Lopera : Sofia
- Jeremiah Waysome : Mateo
- Divi Mittal : Tog Kamali
- Guz Khan : Baz
- Samara Sutariya : Simi
- Maya Sondhi : Dr Yasmine Kamali

### Voix françaises
- Guillaume Gallienne (saisons 1 et 2) puis Fabian Finkels (saison 3) : Paddington
- Alexandre Crépet : Henry Brown
- Célia Torrens : Mary Brown
- Léonce Wapelhorst : Mme Bird
- Harry Belasri (saison 1), Jean Duprez (saison 2) puis Leonardo Nesse (saison 3) : Jonathan Brown
- Alice Verset : Judy Brown
- Pascal Gruselle : M. Curry
- Michel Hinderyckx : M. Gruber
- Nathalie Hons : Mme Pots
- Christa Jérôme : Sofia
- Harry Belasri : Mateo
- Inna Weis : Tog Kamali
- Antoni Lo Presti : Baz
- Julie Goeyvaerts-Kohn : Simi
- Delphine Moriau : Dr Yasmine Kamali
- Marie-Line Landerwijn : Emma

## Épisodes

### Saison 1 (2019–20)
| No. | Titre VO                              | Titre FR                              | Scénario                                | Date US           |
| --- | ------------------------------------- | ------------------------------------- | --------------------------------------- | ----------------- |
| 1   | "Paddington Finds a Pigeon"           | Paddington et le pigeon               | Jon Foster & James Lamont               | 20 Décembre 2019  |
| 2   | "Paddington and the Chores List"      | Paddington et les tâches ménagères    | Jon Foster & James Lamont               | 20 Décembre 2019  |
| 3   | "Paddington Finds a Hobby"            | Paddington et les loisirs             | Jon Foster & James Lamont               | 20 Janvier 2020   |
| 4   | "Paddington and the Stamp"            | Paddington et le timbre               | Jon Foster & James Lamont               | 20 Janvier 2020   |
| 5   | "Paddington and the Magic Trick"      | Paddington magicien                   | Jon Foster & James Lamont               | 21 Janvier 2020   |
| 6   | "Paddington and Poor Mr. Curry"       | Paddington et Monsieur Curry          | Jon Foster & James Lamont               | 21 Janvier 2020   |
| 7   | "Paddington Makes Pancakes"           | Paddington et les pancakes            | Jon Foster & James Lamont               | 22 Janvier 2020   |
| 8   | "Paddington Plays Football"           | Paddington et le football             | Jon Foster & James Lamont               | 23 Janvier 2020   |
| 9   | "Paddington and the Treehouse"        | Paddington et la cabane               | Jon Foster & James Lamont               | 27 Janvier 2020   |
| 10  | "Paddington and the Monster Hunt"     | Paddington et le monstre              | Toby Davies                             | 28 Janvier 2020   |
| 11  | "Paddington and the Painting"         | Paddington et le tableau              | Jon Foster & James Lamont               | 29 Janvier 2020   |
| 12  | "Paddington Finds Buried Treasure"    | Paddington et le trésor               | Jon Foster & James Lamont               | 30 Janvier 2020   |
| 13  | "Paddington Plans a Party"            | Paddington et l'anniversaire surprise | Jon Foster & James Lamont               | 24 Février 2020   |
| 14  | "Paddington Learns the Violin"        | Paddington apprend le violon          | Jon Foster & James Lamont               | 24 Février 2020   |
| 15  | "Paddington and the Wardrobe"         | Paddington et l'armoire               | Jon Foster & James Lamont               | 25 Février 2020   |
| 16  | "Paddington Helps With Homework"      | Paddington et les devoirs             | Jon Foster & James Lamont               | 26 Février 2020   |
| 17  | "Paddington Makes a Scrapbook"        | Paddington et l'album souvenir        | Jon Foster & James Lamont               | 27 Février 2020   |
| 18  | "Paddington Digs a Tunnel to Peru"    | Paddington et le tunnel               | Paul Doolan                             | 16 Mars 2020      |
| 19  | "Paddington and the Meteor Shower"    | Paddington et les météorites          | Toby Davies                             | 18 Mars 2020      |
| 20  | "Paddington and the Talent Show"      | Paddington et le spectacle            | Jon Foster & James Lamont               | 19 Mars 2020      |
| 21  | "Paddington Meets Lucky"              | Paddington et Lucky                   | Jon Foster & James Lamont               | 27 Mars 2020      |
| 22  | "Paddington and the Love Day Cards"   | Paddington et la Saint-Valentin       | Hannah George                           | 27 Mars 2020      |
| 23  | "Paddington and the Lost Gerbil"      | Paddington et le hamster perdu        | Paul Doolan                             | 15 Mai 2020       |
| 24  | "Paddington Earns a Ranger Badge"     | Paddington et le défi scout           | Adam Redfern                            | 15 Mai 2020       |
| 25  | "Paddington Flies a Kite"             | Paddington et le cerf-volant          | Madeleine Lambur                        | 26 Juin 2020      |
| 26  | "Paddington the Detective"            | Paddington mène l'enquête             | Jen Upton                               | 26 Juin 2020      |
| 27  | "Paddington and the Finger Trap"      | Paddington et le piège à doigts       | Jon Foster & James Lamont               | 3 Juillet 2020    |
| 28  | "Paddington Rides a Scooter"          | Paddington et la trottinette          | Davey Moore                             | 3 Juillet 2020    |
| 29  | "Paddington's First Chinese New Year" | Paddington et le Nouvel An chinois    | Mark Huckerby & Nick Ostler             | 10 Juillet 2020   |
| 30  | "Paddington and the Missing Tickets"  | Paddington et les billets perdus      | Holly Lamont                            | 10 Juillet 2020   |
| 31  | "Paddington and the Summer Games"     | Paddington et les jeux olympiques     | Adam Redfern                            | 17 Juillet 2020   |
| 32  | "Paddington Goes Camping"             | Paddington et le camping              | Jon Foster & James Lamont               | 17 Juillet 2020   |
| 33  | "Paddington and the Bone"             | Paddington et l'os                    | Jon Foster & James Lamont               | 24 Juillet 2020   |
| 34  | "Paddington Joins a Band"             | Paddington joue dans un groupe        |                                         | 24 Juillet 2020   |
| 35  | "Paddington and the Fundraising Day"  | Paddington et la collecte             | Paul Doolan                             | 31 Juillet 2020   |
| 36  | "Paddington's Alien Adventure"        | Paddington et les aliens              | Toby Davies                             | 31 Juillet 2020   |
| 37  | "Paddington and the Fire Engine"      | Paddington et les pompiers            | Jon Foster & James Lamont               | 7 Août 2020       |
| 38  | "Paddington Joins a Club"             | Paddington et le club                 | Hannah George                           | 14 Août 2020      |
| 39  | "Paddington Builds a Scarecrow"       | Paddington et l'épouvantail           | Paul Doolan                             | 21 Août 2020      |
| 40  | "Paddington Plays Hide and Seek"      | Paddington joue à cache-cache         | Madeleine Lambur                        | 28 Août 2020      |
| 41  | "Paddington and the House Guest"      | Paddington et l'invité                | Holly Lamont                            | 4 Septembre 2020  |
| 42  | "Paddington and the Banana"           | Paddington et la banane               | Jon Foster & James Lamont               | 11 Septembre 2020 |
| 43  | "Paddington Chooses a Best Friend"    | Paddington a un meilleur ami          | Jon Foster & James Lamont               | 18 Septembre 2020 |
| 44  | "Paddington and the Lamppost"         | Paddington et la lampadaire           | Paul Doolan                             | 25 Septembre 2020 |
| 45  | "Paddington and Halloween"            | Paddington et Halloween               | Toby Davies                             | 2 Octobre 2020    |
| 46  | "Paddington Has an Autumn Wish"       | Paddington et l'automne               | Holly Lamont                            | 9 Octobre 2020    |
| 47  | "Paddington Runs the Café"            | Paddington et le café                 | Toby Davies                             | 16 Octobre 2020   |
| 48  | "Paddington Makes a Film"             | Paddington réalisateur                | Holly Lamont                            | 23 Octobre 2020   |
| 49  | "Paddington's First Snow"             | Paddington et la neige                | Toby Davies                             | 30 Octobre 2020   |
| 50  | "Paddington and the Metal Detector"   | Paddington et le détecteur de métaux  | Paul Doolan                             | 6 Novembre 2020   |
| 51  | "Paddington and the Lost Letter"      | Paddington et la lettre perdue        | Jon Foster, James Lamont & Adam Redfern | 27 Novembre 2020  |
| 52  | "Paddington Meets a Police Officer"   | Paddington et l'agent de police       | Hannah George                           | 11 Décembre 2020  |
| 53  | "Paddington and the Balloons"         | Paddington et les ballons             | Jon Foster & James Lamont               | 18 Décembre 2020  |

### Saison 2 (2021–22)
| No. | Titre VO                                      | Titre FR | scénario                  | Date US           |
| --- | --------------------------------------------- | -------- | ------------------------- | ----------------- |
| 1   | "Paddington's Plant Problem"                  |          | Holly Lamont              | 19 Février 2021   |
|     | "Paddington the Artist"                       |          | Jon Foster & James Lamont | 19 Février 2021   |
| 2   | "Paddington's Squirrel Surprise"              |          | Jon Foster & James Lamont | 26 Février 2021   |
| 3   | "Paddington Becomes a Secret Agent"           |          | Toby Davies               | 5 Mars 2021       |
| 4   | "Paddington Clowns Around"                    |          | Paul Doolan               | 12 Mars 2021      |
| 5   | "Paddington and the Bad Swap"                 |          | Jon Foster & James Lamont | 19 Mars 2021      |
| 6   | "Paddington Celebrates Mrs. Bird's Day"       |          | Hannah George             | 26 Mars 2021      |
| 7   | "Paddington the Table Tennis Champ"           |          | Jon Foster & James Lamont | 2 Avril 2021      |
| 8   | "Paddington Gets Fit"                         |          | Jon Foster & James Lamont | 21 Mai 2021       |
| 9   | "Paddington's Rockingchair Repair"            |          | Paul Doolan               | 28 Mai 2021       |
| 10  | "Paddington and the Big Decision"             |          | Jon Foster & James Lamont | 4 Juin 2021       |
| 11  | "Paddington's Beach Stowaway"                 |          | Jon Foster & James Lamont | 11 Juin 2021      |
| 12  | "Paddington and the Caterpillar"              |          | Jon Foster & James Lamont | June 18, 2021     |
| 13  | "Paddington Plays the Floor is Lava"          |          | Toby Davies               | 25 Juin 2021      |
| 14  | "Paddington and the Vegetable Thief"          |          | Hannah George             | 2 Juillet 2021    |
| 15  | "Paddington Takes to the Ice"                 |          | Holly Lamont              | 9 Juillet 2021    |
| 16  | "Paddington's Space Adventure"                |          | Toby Davies               | 13 Août 2021      |
| 17  | "Paddington's Blackberry Treasure"            |          | Jason Hazeley             | 20 Août 2021      |
| 18  | "Paddington Opens the City Farm"              |          | Jon Foster & James Lamont | 27 Août 2021      |
| 19  | "Paddington the Upcycler"                     |          | Holly Lamont              | 3 Septembre 2021  |
| 20  | "Paddington's Lucky Day"                      |          | Holly Lamont              | 10 Septembre 2021 |
| 21  | "Paddington the Pizza Chef"                   |          | Jon Foster & James Lamont | 17 Septembre 2021 |
| 22  | "Paddington and the Tooth Fairy"              |          | Emma Kennedy              | 24 Septembre 2021 |
| 23  | "Paddington Goes to Work"                     |          | Paul Doolan               | 1 Octobre 2021    |
| 24  | "Paddington's New Neighbours"                 |          | Jon Foster & James Lamont | 8 Octobre 2021    |
| 25  | "Paddington Makes the News"                   |          | Jon Foster & James Lamont | 15 Octobre 2021   |
| 26  | "Paddington Shares a Good Deed"               |          | Toby Davies               | 22 Octobre 2021   |
| 27  | "Paddington Goes Green"                       |          | Abigail Burdess           | 29 Octobre 2021   |
| 28  | "Paddington Saves the Bees"                   |          | Holly Lamont              | 5 Novembre 2021   |
| 29  | "Paddington and the Heatwave"                 |          | Jon Foster & James Lamont | 12 Novembre 2021  |
| 30  | "Paddington Visits the Doctor"                |          | Jon Foster & James Lamont | 19 Novembre 2021  |
| 31  | "Paddington and the Sleep Over"               |          | Jon Foster & James Lamont | 26 Novembre 2021  |
| 32  | "Paddington Gets Locked Out on Christmas Day" |          | Holly Lamont              | 3 Décembre 2021   |
| 33  | "Paddington Feels the Music"                  |          | Jon Foster & James Lamont | 3 Décembre 2021   |
| 34  | "Paddington and the Egg Hunt"                 |          | Hannah George             | 10 Décembre 2021  |
| 35  | "Paddington Sells Bessie"                     |          | Paul Doolan               | 17 Décembre 2021  |
| 36  | "Paddington's Nature Club"                    |          | Holly Lamont              | 24 Décembre 2021  |
| 37  | "Paddington's Not Himself"                    |          | Jon Foster & James Lamont | 31 Décembre 2021  |
| 38  | "Paddington's Treasure Hunt"                  |          | Adam Redfern              | 7 Janvier 2022    |
| 39  | "Paddington's Taste of Italy"                 |          | Jo Clegg & Toby Davies    | 14 Janvier 2022   |
| 40  | "Paddington's Radio Show"                     |          | Jon Foster & James Lamont | 25 Janvier 2022   |
| 41  | "Paddington's Butler"                         |          | Toby Davies               | 1 Février 2022    |
| 42  | "Paddington Becomes a Talent Show Judge"      |          | Jon Foster & James Lamont | 8 Février 2022    |
| 43  | "Paddington Keeps Up with The Kamalis"        |          | Paul Doolan               | 15 Février 2022   |
| 44  | "Paddington's Pet Hotel"                      |          | Hannah George             | 22 Février 2022   |
| 45  | "Paddington Plays Golf"                       |          | Jon Foster & James Lamont | 1 Mars 2022       |
| 46  | "Paddington Loves Windsor Gardens"            |          | Toby Davies               | 8 Mars 2022       |
| 47  | "Paddington Helps a Hedgehog"                 |          | Jon Foster & James Lamont | 15 Mars 2022      |
| 48  | "Paddington's Birthday Treat"                 |          | Jon Foster & James Lamont | 22 Mars 2022      |
| 49  | "Paddington and the Hatching Surprise"        |          | Jon Foster & James Lamont | 29 Mars 2022      |
| 50  | "Paddington the Best Bear"                    |          | Paul Doolan               | 5 Avril 2022      |
| 51  | "Paddington and the Halloween Mystery"        |          | Jon Foster & James Lamont | 1 Octobre 2022    |
| 51  | "Paddington's Campfire Stories"               |          | Jon Foster & James Lamont | 1 Octobre 2022    |

### Saison 3 (2023–25)
| No. | Titre VO                                        | Titre FR | scénario                  | Date US         |
| --- | ----------------------------------------------- | -------- | ------------------------- | --------------- |
| 1   | "Paddington's Goo Monster"                      |          | Holly Lamont              | 3 Avril 2023    |
| 2   | "Paddington's Apple Pip Adventure"              |          | Jon Foster & James Lamont | 4 Avril 2023    |
| 3   | "Paddington and the Lake Monster"               |          | Holly Lamont              | 5 Avril 2023    |
| 4   | "Paddington's Space Radio"                      |          | Racha Sobratee            | 6 Avril 2023    |
| 5   | "Paddington and the Three Musketeers"           |          | Michelle Membu-Philip     | 10 Avril 2023   |
| 6   | "Paddington and the Dinosaur Hunt"              |          | Jon Foster & James Lamont | 11 Avril 2023   |
| 7   | "Paddington's Journey Into a Black Hole"        |          | Hannah George             | 12 Avril 2023   |
| 8   | "Paddington's Rainbow Race!"                    |          | Zahara Andrews            | 13 Avril 2023   |
| 9   | "Paddington Meets Paddingtron"                  |          | Paul Doolan               | 17 Avril 2023   |
| 10  | "Paddington's First Diwali"                     |          | Joe Sellman-Leava         | 18 Avril 2023   |
| 11  | "Paddington and the Solar Eclipse"              |          | Toby Davies               | 19 Avril 2023   |
| 12  | "Paddington and the Mysterious Inventor"        |          | Adam Redfern              | 20 Avril 2023   |
| 13  | "Paddington's Summer Holiday Begins"            |          | Toby Davies               | 7 Août 2023     |
| 14  | "Paddington's Lifeguard Training"               |          | Jon Foster & James Lamont | 8 Août 2023     |
| 15  | "Paddington's Mysterious Cave Discovery"        |          | Jon Foster & James Lamont | 9 Août 2023     |
| 16  | "Paddington and the Fossil Hunt"                |          | Holly Lamont              | 10 Août 2023    |
| 17  | "Paddington vs the Seagulls"                    |          | Paul Doolan               | 14 Août 2023    |
| 18  | "Paddington and the Lighthouse"                 |          | Jon Foster & James Lamont | 15 Août 2023    |
| 19  | "Paddington's Pirate Treasure Hunt"             |          | Jon Foster & James Lamont | 16 Août 2023    |
| 20  | "Paddington's Sandcastle Showstopper"           |          | Jon Foster & James Lamont | 17 Août 2023    |
| 21  | "Paddington's Puffling Rescue"                  |          | Holly Lamont              | 20 Août 2023    |
| 22  | "Paddington Goes Under the Sea"                 |          | Hannah George             | 20 Août 2023    |
| 23  | "Paddington's Beach Clean Up"                   |          | Michelle Membu-Philip     | 20 Août 2023    |
| 24  | "Paddington's Holiday Farewell"                 |          | Holly Lamont              | 20 Août 2023    |
| 25  | "Paddington and the Cursed Halloween Show"      |          | Holly Lamont              | 30 Octobre 2023 |
| 26  | "Paddington Saves the Mooncake Festival"        |          | Holly Lamont              | 30 Octobre 2023 |
| 27  | "Paddington's Special Visitor"                  |          | Jon Foster & James Lamont | 8 Décembre 2023 |
| 28  | "Paddington Celebrates Hanukkah"                |          | Eleanor Burke             | 8 Décembre 2023 |
| 29  | "Paddington's Hero Squad"                       |          | Holly Lamont              | 10 Février 2025 |
| 30  | "Paddington's Knightly Quest"                   |          | Paul Doolan               | 10 Février 2025 |
| 31  | "Paddington the Rare Bear and Mr. Brilliant"    |          | Joe Sellman-Leva          | 11 Février 2025 |
| 32  | "Paddington and the Accidental Hero"            |          | Holly Lamont              | 11 Février 2025 |
| 33  | "Paddington's Race Against the Storm"           |          | Jon Foster & James Lamont | 12 Février 2025 |
| 34  | "Paddington's Super Snail"                      |          | Toby Davies               | 12 Février 2025 |
| 35  | "Paddington and Padding-tron's Heroic Day"      |          | Hannah George             | 13 Février 2025 |
| 36  | "Paddington's Heroic Non-Stop Adventure"        |          | Toby Davies               | 13 Février 2025 |
| 37  | "Paddington and the Unlikely Hero"              |          | Jon Foster & James Lamont | 14 Février 2025 |
| 38  | "Paddington Needs a Hero"                       |          | Holly Lamont              | 14 Février 2025 |
| 39  | "Paddington's Favourite Hero"                   |          | Zahara Andrews            | 17 Février 2025 |
| 40  | "Paddington and the Skateboarder"               |          | Jon Foster & James Lamont | 17 Février 2025 |
| 41  | "Paddington's Birthday Gift Hunt"               |          | Jon Foster & James Lamont | 18 Février 2025 |
| 42  | "Paddington's Burn's Night Haggis Hunt"         |          | Jon Foster & James Lamont | 18 Février 2025 |
| 43  | "Paddington's Earth Day Mission"                |          | Racha Sobratee            | 19 Février 2025 |
| 44  | "Paddington Special Spring Harvest Celebration" |          | Joe Sellman-Leava         | 19 Février 2025 |
| 45  | "Paddington's Adventure Club Cracks The Case!"  |          | Paul Doolan               | 20 Février 2025 |
| 46  | "Paddington And Aunt Lucy's Special Recipe"     |          | Toby Davies               | 20 Février 2025 |
| 47  | "Paddington's Football Dilemma"                 |          | Jon Foster & James Lamont | 21 Février 2025 |
| 48  | "Paddington Has to Say Goodbye"                 |          | Zahara Andrews            | 21 Février 2025 |

## Production
Les Aventures de Paddington ont été annoncées pour la première fois le 14 février 2019 dans le cadre de l'upfront 2019 de Nickelodeon sous le titre provisoire Paddington, et la date de sortie de la série a été annoncée plus tard le 20 novembre 2019 avec un nouveau titre, Les Aventures de Paddington. Ben Whishaw reprend son rôle de l'ours Paddington des deux films Paddington. Gary Barlow a composé, écrit et interprété la chanson thème de la série.
Le 17 février 2021, il a été annoncé que la deuxième saison serait diffusée le 19 février 2021.
En juillet 2021, StudioCanal a annoncé qu'une troisième saison était en développement. Le 19 octobre 2022, la troisième saison a été officiellement annoncée et diffusée pour la première fois le 3 avril 2023,.